# Sjoerd van Ginneken
Sjoerd van Ginneken (Heerle, 6 november 1992) is een Nederlands voormalig wielrenner.

## Overwinningen
2014
1e etappe Ronde van Slowakije (ploegentijdrit)
Jongerenklassement Ronde van Slowakije
1e etappe Ronde van Tsjechië (ploegentijdrit)
Jongerenklassement Ronde van Tsjechië

## Resultaten in voornaamste wedstrijden
|      | \| Jaar \| Gent-Wevelgem \| Ronde van Vlaanderen \| Parijs-Roubaix \| Amstel Gold Race \| Luik-Bast.‑Luik \| Parijs-Tours \| \| ---- \| ------------- \| -------------------- \| -------------- \| ---------------- \| --------------- \| ------------ \| \| 2015 \| opgave \| 120e \| \| 117e \| opgave \| \| \| 2016 \| \| 47e \| \| opgave \| \| 136e \| \| 2017 \| \| \| \| \| opgave \| \| \| 2018 \| 120e \| opgave \| \| \| \| \| \| 2019 \| opgave \| opgave \| opgave \| \| \| \| |                      |                |                  |                 |              |
| Jaar | Gent-Wevelgem | Ronde van Vlaanderen | Parijs-Roubaix | Amstel Gold Race | Luik-Bast.‑Luik | Parijs-Tours |
| 2015 | opgave | 120e                 |                | 117e             | opgave          |              |
| 2016 | | 47e                  |                | opgave           |                 | 136e         |
| 2017 | |                      |                |                  | opgave          |              |
| 2018 | 120e | opgave               |                |                  |                 |              |
| 2019 | opgave | opgave               | opgave         |                  |                 |              |

## Ploegen
- 2014 –  Metec-TKH Continental Cyclingteam
- 2015 –  Roompot Oranje Peloton
- 2016 –  Roompot-Oranje Peloton
- 2017 –  Roompot-Nederlandse Loterij
- 2018 –  Roompot-Nederlandse Loterij
- 2019 –  Roompot-Charles

Asselman · Duijn · van Empel · van Ginneken · van Goethem · Groenewegen · Honig · Hoogerland · Kerkhof · M. Kreder · R. Kreder · W. Kreder · Lammertink · Looij · de Maar · Slik · Terpstra · de Vries
Ariesen · Asselman · Budding · van Empel · van Ginneken · van Goethem · van der Hoorn · Kreder · Ligthart · van der Lijke · Looij · Meijers · Mouris · Reinders · Riesebeek · Tusveld · Vermeltfoort · de Vries · Weening
Ariesen · Asselman · Budding · van Empel · Gerts · van Ginneken · van Goethem · de Greef · van der Hoorn · Ligthart · van der Lijke · Meijers · Reinders · Riesebeek · van Schip · Vermeltfoort · Weening · Wippert
Asselman · Boom · De Bie · De Witte · Duijn · M. Lammertink · Leysen · Livyns · Reinders · Riesebeek · Steels · Timmermans · Van Ginneken · Van der Lijke · Van Poppel · van Schip · Van Staeyen · Weening